# Parque nacional Ras Muhammad
Parque nacional Ras Muhammad (en árabe: رأس محمد) es un parque nacional en el país africano de Egipto, en el extremo sur de la península del Sinaí, con vistas al golfo de Suez en el oeste y el golfo de Áqaba hacia el este.
El parque está situado en la región turística de la Riviera del mar Rojo, situada a 12 km de la ciudad de Sharm el-Sheikh. El parque abarca una superficie de 480 km², que incluye 135 km² de zona terrestre y 345 km² de superficie acuática.
Marsa Bareika es una pequeña bahía en Ras Mohammed, donde está localizada la principal entrada del parque, al que también se puede acceder por Marsa Ghozlani, una pequeña entrada localizada frente al centro de visitantes del parque.

## Fauna y flora

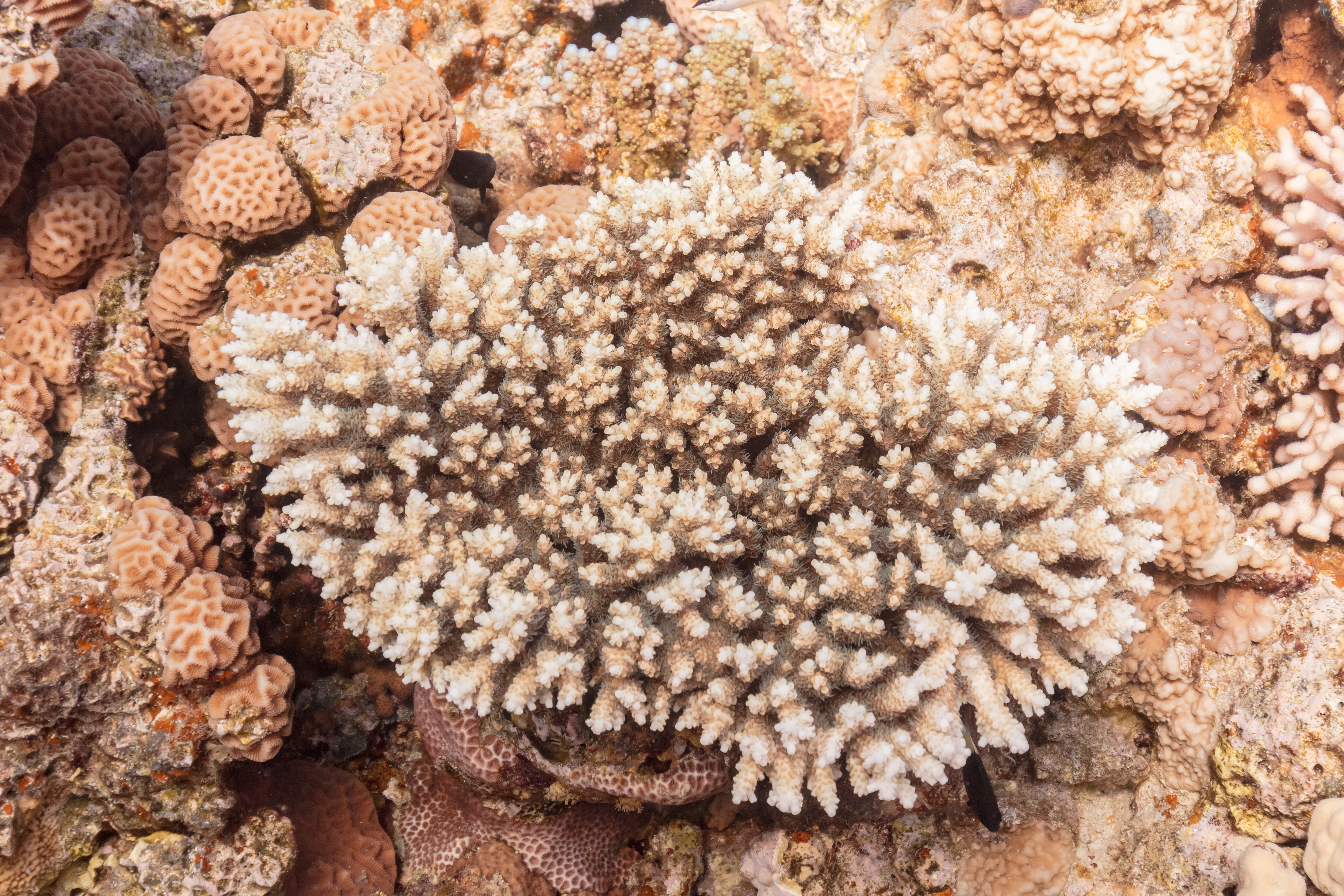
Coral en el parque nacional Ras Muhammad, Egipto.

Los arrecifes de coral, de los tipos periféricos y hermatípicos, pueblan la costa alrededor de Ras Mohammad cerca de la costa. Más de 220 especies de coral se encuentran en el área de Ras Mohammad, 125 de ellas coral blando. Los arrecifes de coral están ubicados de 50 a 100 cm por debajo de la superficie del mar y tienen un ancho de 30 a 50 m en la mayoría de los lugares. Aunque en algunos puntos de la costa occidental, el arrecife de coral tiene de 8 a 9 km de ancho. Shark Reef y Yolanda Reef son áreas populares de arrecifes de coral en el parque para los buceadores. Otros sitios de arrecifes de coral incluyen South Bereika, Marsa Ghozlani, Old Quay y Shark Observatory. Los restos del SS Thistlegorm, ubicado frente a la costa de Ras Mohammad, es un área popular para los buceadores.
El área alberga más de 1000 especies de peces, 40 especies de estrellas de mar, 25 especies de erizos de mar, más de 100 especies de moluscos y 150 especies de crustáceos. Entre otras, las tortugas marinas, como la tortuga verde (Chelonia mydas) y la tortuga carey (Eretmochelys imbricata) aparecen regularmente en Ras Mohammad.
En la península de Ras Mohammad, hay árboles de acacia y palmeras dum (Hyphaene thebaica) alrededor de las bocas de los wadi. También existen hierbas y pastos efímeros en Ras Muhammad.